# Tore Cervin
Pour les articles homonymes, voir Cervin.
Tore Cervin est un footballeur suédois né le 2 août 1950 à Malmö. Il évoluait au poste d'attaquant.

## Biographie

### En club
Tore Cervin est issu de la formation du BK Lydia
De 1972 à 1980, il est joueur du Malmö FF,.
Avec Malmö, il est sacré trois fois Champion de Suède et remporte à cinq reprises la coupe nationale.
Lors de son passage avec le club, il est amené à disputer la Coupe des clubs champions, la Coupe UEFA et la Coupe des vainqueurs de coupe.
Lors de la campagne de Coupe des clubs champions en 1978-79, il dispute neuf matchs. Il inscrit un but en huitième de finale retour contre le Dynamo Kiev et en quart de finale retour contre le Wisła Cracovie. Il est titulaire durant la finale contre Nottingham Forest perdue 0-1,.
En 1980, Cervin est transféré au Blizzard de Toronto au Canada,.
En 1982, il revient en Suède jouer sous les couleurs de l'IF Limhamn Bunkeflo (en),.
Après un passage au Helsingborgs IF, il raccroche les crampons en 1985,.

### En équipe nationale
International suédois, il reçoit quatre sélections en équipe de Suède pour un but marqué entre 1975 et 1979,.
Son premier match en sélection a lieu le 25 septembre 1975 contre le Danemark (match nul 0-0 à Malmö) dans le cadre du Championnat nordique. L'équipe de Suède remporte la compétition à l'issue du tournoi.
Il inscrit un but le 7 juin 1979 lors des qualifications pour l'Euro 1980 contre le Luxembourg (victoire 3-0 à Malmö).
Son dernier match est une rencontre en amical le 10 juin 1979 contre l'Angleterre (match nul 0-0 à Solna).

## Palmarès

### En club
Malmö FF
| - Championnat de Suède (3) : - Champion : 1974, 1975 et 1977. - Vice-champion : 1976, 1978 et 1980. - Coupe de Suède (5) : - Vainqueur : 1972-73, 1973-74, 1974-75, 1977-78 et 1979-80. |  | - Coupe des clubs champions : - Finaliste : 1978-79. - Coupe intercontinentale : - Finaliste : 1979. |

### En sélection
Suède
- Championnat nordique (1) :
  - Champion : 1972-1977.